# Comunitat de comunes del País de Questembert
La Comunitat de comunes del País de Questembert (en bretó Kumuniezh kumunioù Bro Gistreberzh) és una estructura intercomunal francesa, situada al departament d'Ar Mor-Bihan a la regió Bretanya, al País de Vannes. Té una extensió de 328,1 kilòmetres quadrats i una població de 21.156 habitants (2009).

## Composició
Agrupa 13 comunes :
1. Berric
2. Caden
3. Le Cours
4. Larré
5. Lauzach
6. Limerzel
7. Molac
8. Malansac (2009)
9. Pluherlin
10. Questembert
11. Rochefort-en-Terre (2010)
12. Saint-Gravé (2009)
13. La Vraie-Croix

## Història
La comunitat de comunes fou creada el 30 de gener de 1997 amb sis comunes : Le Cours, Larré, Limerzel, Pluherlin, Questembert et La Vraie-Croix. Les comunes de Caden i Molac s'hi van afegir en 1999. En 2004 se'n va unir Berric. En 2006 fou Lauzach qui s'adherí a la CCPQ. L'1 de gener de 2009} les comunes de Malansac i Saint-Gravé s'uniren a la comunitat. Finalment, en 2010, Rochefort-en-Terre s'uní i va fer augmentar el seu nombre a 13.